# Spatharokandidatos
Spatharokandidatos (in greco σπαθαροκανδιδᾶτος?), latinizzato in spatharocandidatus, era un titolo onorifico di medio livello in uso nell'impero bizantino tra il VII e l'XI secolo. 
Il titolo fu creato dall'unione dei due titoli di spatharios e di kandidatos, entrambi designanti tipologie di guardie di palazzo imperiale tra il IV e il VI secolo. I riferimenti scritti più antichi relativi a questo titolo sono contenuti nella Storia di Sebeos e nella lettera di Papa Gregorio II all'imperatore Leone III. J.B. Bury attesta l'utilizzo di questo titolo a partire dal IX secolo. Nei Taktika del IX secolo la carica di spatharokandidatos era al di sotto di quella di dishypatos, ma al di sopra di quella di spatharios. Il suo segno distintivo era una catena d'oro (maniakion).
Agli eunuchi questa carica era preclusa, ma ne esisteva una corrispondente denominata spatharokoubikoularios. Giudicando a partire da evidenze sigillografiche, la carica era associata prevalentemente a livelli della media burocrazia, come i notarioi e i giudici di grado inferiore. Nelle liste dei Taktika l'onorificenza corrisponde a specifiche posizioni nella macchina statale bizantina, quali quella di asekretis, kleisourarches (comandante di un distretto di frontiera), topoteretes di un tagma o tourmarches di un thema. L'ultimo utilizzo attestato dell'onorificenza risale al 1094, con definitiva abolizione nel XII secolo.